# Посејдонова авантура
Посејдонова авантура (енгл. The Poseidon Adventure) амерички је авантуристички трилер из 1972. године. Режију потписује Роналд Ним, по истоименом роману Пола Галика из 1969. године. У главним улогама су пет добитника Оскара: Џин Хекман, Ернест Боргнајн, Џек Албертсон, Шели Винтерс и Ред Батонс.
У духу је других филмова катастрофе с почетка до средине 1970-их. Приказан је у децембру 1972. године, а постао је филм с највећом зарадом те године, зарадивши преко 125 милиона долара широм света. Номинован је за осам Оскара, што га чини једним од филмова с највише номинација свих времена. Освојио је два Оскара, као и по једну награду Златни глобус и награду БАФТА. Наставак, Последња Посејдонова авантура, приказан је 1979. године.

## Радња
Посејдон, највећи прекоокеански брод, креће на пловидбу 31. децембра. Неколико минута после поноћи, капетан Харисон примети један од највећих плимских таласа. То је задња слика коју ће Харисон заједно са путницима и члановима посаде видети у свом животу, јер ће управо тај талас преврнути њихов брод.
Тек неколицина њих је преживела: Мајк Рого, Линда Рого, Ејкрс, Бел и Мени Розен. Храбри свештеник Френк Скот предводиће их у очајничком покушају да се са палубе која је потонула попну у потпалубље које је једино изнад површине воде.

## Улоге
| Глумац            | Улога             |
| ----------------- | ----------------- |
| Џин Хекман        | Френк Скот        |
| Ернест Боргнајн   | Мајк Рого         |
| Ред Батонс        | Џејмс Мартин      |
| Керол Линли       | Нони Пари         |
| Роди Макдауал     | Ејкрс             |
| Стела Стивенс     | Линда Рого        |
| Шели Винтерс      | Бел Розен         |
| Џек Албертсон     | Мени Розен        |
| Памела Сју Мартин | Сузан Шелби       |
| Артур О’Конел     | Џон               |
| Ерик Шеј          | Робин Шелби       |
| Лесли Нилсен      | капетан Харисон   |
| Фред Садоф        | Линаркос          |
| Бајрон Вебстер    | Персер            |
| Јан Арван         | др Каравело       |
| Шејла Метјуз      | медицинска сестра |
| Џон Крофорд       | главни инжењер    |
| Боб Хејстингс     | Ем-Си             |
| Ерик Нелсон       | Тинкам            |